# Javorník nad Minaříkem
Javorník nad Minaříkem är ett berg i Tjeckien, på gränsen till Slovakien. Det ligger i den östra delen av landet, 290 km öster om huvudstaden Prag. Toppen på Javorník nad Minaříkem är 1 018 meter över havet, eller 101 meter över den omgivande terrängen. Bredden vid basen är 4,9 km.
Terrängen runt Javorník nad Minaříkem är huvudsakligen lite kuperad. Runt Javorník nad Minaříkem är det ganska glesbefolkat, med 48 invånare per kvadratkilometer. Närmaste större samhälle är Karolinka, 6,6 km nordväst om Javorník nad Minaříkem. I omgivningarna runt Javorník nad Minaříkem växer i huvudsak blandskog.